# Desmia bifidalis
Desmia bifidalis là một loài bướm đêm trong họ Crambidae.